# Liste von Sakralbauten in Schmallenberg

Schmallenberg im Hochsauerlandkreis

Die Liste von Sakralbauten in Schmallenberg umfasst existierende und ehemalige Sakralbauten, zumeist Kirchengebäude und Kapellen in Trägerschaft christlicher und anderer Religionsgemeinschaften in Schmallenberg, Hochsauerlandkreis.

## Liste

### Evangelische Kirchen
Auf dem Gebiet der Stadt Schmallenberg liegen die beiden Ev. Kirchengemeinden Gleidorf und Dorlar-Eslohe. Beide gehören zum Kirchenkreis Siegen-Wittgenstein in der Evangelischen Kirche von Westfalen.
| Bild | Kirche                | Ortsteil                  | Bauzeit               | Gemeinde                                                       | Bemerkungen                                                                   |
| ---- | --------------------- | ------------------------- | --------------------- | -------------------------------------------------------------- | ----------------------------------------------------------------------------- |
|      | Auferstehungskirche   | Gleidorf                  | 1947–1949 (1872–1873) | Kirchengemeinde Gleidorf                                       |                                                                               |
|      | Christuskirche        | Schmallenberg (Kernstadt) | 1952                  | Kirchengemeinde Gleidorf                                       |                                                                               |
|      | Friedenskirche        | Bad Fredeburg             | 1964                  | ehem. Kirchengemeinde Gleidorf                                 | Die Kirche wurde 2011 entwidmet und 2016 abgerissen                           |
|      | Petrikirche           | Dorlar                    | 1947–1951             | Kirchengemeinde Dorlar-Eslohe                                  | Kirche des Martinswerkes Dorlar                                               |
|      | Martin-Luther-Kapelle | Sögtrop                   | 1951–1952             | ehem. Kirchengemeinde Dorlar-Eslohe Filialgemeinde Kircharbach | Die Kirche wurde 1971 entwidmet, wird heute von der Pfadfinderschaft genutzt. |

### Römisch-Katholische Kirchen
Die 20 Pfarrgemeinden im Stadtgebiet sind in vier Pastorale Bereiche gegliedert. Diese bilden zusammen mit den Kirchengemeinden in Eslohe den Pastoralverbund Schmallenberg-Eslohe. Schmallenberg gehört zum Erzbistum Paderborn.
| Abbildung | Name                                | Ortsteil                  | Bauzeit                                      | Kirchengemeinde              | Bemerkung |
| --------- | ----------------------------------- | ------------------------- | -------------------------------------------- | ---------------------------- | --- |
|           | St. Maria Magdalena                 | Almert                    | 1842                                         | St. Gertud Oberkirchen       | |
|           | Zu Ehren der Gottesmutter           | Altenhof                  | 1861                                         | St. Georg Bad Fredeburg      | Hofkapelle |
|           | St. Lucia                           | Altenilpe                 | 1921 (1887–1888)                             | St. Lucia Altenilpe          | |
|           | St. Antonius                        | Arpe                      | 1923                                         | St. Cyriakus Berghausen      | |
|           | St. Georg                           | Bad Fredeburg             | 1923–1933                                    | St. Georg Bad Fredeburg      | |
|           | Heilig-Kreuz-Kapelle (Stadtkapelle) | Bad Fredeburg             | 1774                                         | St. Georg Bad Fredeburg      | diente 1810–1827 als Pfarrkirche |
|           | St. Cyriakus                        | Berghausen                | 1200–1220                                    | St. Cyriakus Berghausen      | eine der ältesten Kirchen des Sauerlandes, bedeutende Fresken im Inneren |
|           | St. Cosmas und Damian               | Bödefeld                  | 1910–1977 (1722–1723)                        | St. Cosmas & Damian Bödefeld | Ort der „Schwarzen Hand“ von Bödefeld |
|           | St. Pankratius                      | Brabecke                  | 1230. Erweiterungen 1754–1757                | St. Cosmas & Damian Bödefeld | Der Bau wurde im 18. und 20. Jahrhundert erweitert. |
|           | St. Maria Heimsuchung               | Bracht                    | 1948 (1928)                                  | St. Marien Bracht            | |
|           | St. Hubertus                        | Dorlar                    | 1911–1912                                    | St. Hubertus Dorlar          | |
|           | St. Hubertus                        | Dornheim                  | 1893                                         | St. Agatha Oberhenneborn     | |
|           | St. Laurentius                      | Ebbinghof                 | 1915                                         | St. Petrus & Paulus Wormbach | |
|           | St. Apollonia                       | Felbecke                  | 1970–1971                                    | St. Petrus & Paulus Wormbach | |
|           | St. Antonius                        | Fleckenberg               | 1905–1907                                    | St. Antonius Fleckenberg     | |
|           | St. Vinzenz                         | Gellinghausen             | 1910                                         | St. Cosmas & Damian Bödefeld | |
|           | Herz-Jesu-Kirche                    | Gleidorf                  | 1984–1985 (1906)                             | Herz Jesu Gleidorf           | Vorgängerkirche 1982 abgebrochen, Kirche besitzt einen freistehenden Glockenturm |
|           | St. Georg                           | Grafschaft                | 1963–1964                                    | St. Georg Grafschaft         | |
|           | St. Maria Verkündigung              | Grafschaft                | 1727–1742                                    | St. Georg Grafschaft         | Klosterkapelle in der ehem. Benediktinerabtei Grafschaft |
|           | Unsere Liebe Frau vom Wilzenberg    | Grafschaft Wilzenberg     | 1773                                         | St. Georg Grafschaft         | |
|           | St. Petrus und Paulus               | Grimminghausen            | 1899                                         | St. Hubertus Dorlar          | |
|           | St. Laurentius                      | Hanxleden                 | 1848–1854                                    | St. Agatha Oberhenneborn     | |
|           | St. Barbara                         | Harbecke                  | 1760                                         | St. Petrus & Paulus Wormbach | |
|           | St. Barbara                         | Hebbecke                  | 1910                                         | St. Marien Bracht            | Hofkapelle |
|           | St. Lucia                           | Heiminghausen             | 1938                                         | St. Cyriakus Berghausen      | |
|           | St. Elisabeth                       | Hoher Knochen             | 1958                                         | St. Blasius Westfeld         | |
|           | St. Michael                         | Holthausen                | 1927–1928                                    | St. Michael Holthausen       | |
|           | St. Elisabeth                       | Huxel                     | 1858                                         | St. Michael Holthausen       | |
|           | St. Hubertus                        | Jagdhaus                  | 1936                                         | St. Antonius Fleckenberg     | Errichtet durch die Wirtshausfamilie |
|           | St. Cyriakus                        | Kirchilpe                 | 1858                                         | St. Hubertus Dorlar          | |
|           | St. Lambertus                       | Kirchrarbach              | 1912 (14. Jh.)                               | St. Lambertus Kirchrarbach   | |
|           | St. Johannes der Täufer             | Kückelheim                | 1650                                         | St. Cyriakus Berghausen      | |
|           | St. Joseph                          | Latrop                    | 1906–1907                                    | St. Georg Grafschaft         | |
|           | Hl. Drei Könige                     | Lengenbeck                | 1962–1965                                    | St. Hubertus Nordenau        | |
|           | St. Vinzentius                      | Lenne                     | 1756 (13. Jh.)                               | St. Vinzentius Lenne         | |
|           | St. Nikolaus                        | Mailar                    | 17. Jh.                                      | St. Cyriakus Berghausen      | |
|           | St. Agatha                          | Menkhausen                | 1667                                         | St. Hubertus Dorlar          | |
|           | St. Franziskus Xaverius             | Mittelsorpe               | 1730                                         | St. Joseph Obersorpe         | |
|           | St. Margaretha                      | Mönekind                  | 17. Jh.                                      | St. Lambertus Kirchrarbach   | |
|           | St. Blasius                         | Niederberndorf            | 17. Jh.                                      | St. Cyriakus Berghausen      | |
|           | St. Lucia                           | Niederhenneborn           | 1891                                         | St. Agatha Oberhenneborn     | |
|           | St. Sebastian                       | Niedersorpe               | 1887                                         | St. Joseph Obersorpe         | |
|           | St. Hubertus                        | Nordenau                  | 1925                                         | St. Hubertus Nordenau        | |
|           | St. Thomas                          | Oberberndorf              | 17. Jh.                                      | St. Cyriakus Berghausen      | |
|           | St. Agatha                          | Oberhenneborn             | 1966–1967 (1876)                             | St. Agatha Oberhenneborn     | |
|           | St. Gertrudis                       | Oberkirchen               | 1470                                         | St. Gertrud Oberkirchen      | |
|           | St. Antonius                        | Oberrabach                | 1952                                         | St. Lambertus Kirchrarbach   | |
|           | St. Joseph                          | Obersorpe                 | 1896–1897                                    | St. Joseph Obersorpe         | Eine Besonderheit ist die Turmuhr, die an die zwölf Gefallenen Obersorpes aus dem Ersten Weltkrieg erinnert. |
|           | St. Antonius                        | Obringhausen              | 1843–1848                                    | St. Petrus & Paulus Wormbach | |
|           | Maria im Walde                      | Ohlenbach                 | 1948                                         | St. Blasius Westfeld         | |
|           | St. Antonius                        | Osterwald                 | 1873                                         | St. Cosmas & Damian Bödefeld | |
|           | Hl.-Kreuz-Kapelle                   | Rehsiepen                 | 1964                                         | St. Joseph Obersorpe         | |
|           | St. Bonifatius                      | Schanze                   | 1955–1959                                    | St. Georg Grafschaft         | |
|           | St. Alexander                       | Schmallenberg (Kernstadt) | Mitte des 13. Jahrhunderts, Neubau 1905–1906 | St. Alexander Schmallenberg  | Die Kirche wurde in der Mitte des 13. Jahrhunderts als Hallenkirche im südwestfälischen Stil errichtet. 1905/06 wurde der Bau durch einen Neubau mit halbrunder Apsis und zwei Chorflankentürmen im Stil der Frühgotik erweitert. Der Kirchturm stammt aus dem Jahr 2004. Turm 1996 abgebrochen und 2001 neu errichtet |
|           | St. Blasius                         | Selkentrop                | 1769                                         | St. Petrus & Paulus Wormbach | |
|           | St. Blasius                         | Sellinghausen             | 1887                                         | St. Hubertus Dorlar          | |
|           | St. Blasius                         | Sögtrop                   | 1930                                         | St. Lambertus Kirchrarbach   | |
|           | St. Maria Himmelfahrt               | Twismecke                 | 1953                                         | St. Hubertus Dorlar          | |
|           | St. Agatha                          | Werntrop                  | 16. Jh.                                      | St. Marien Bracht            | |
|           | St. Nikolaus                        | Werpe                     | 17. Jh.                                      | St. Petrus & Paulus Wormbach | |
|           | St. Maria Heimsuchung               | Westernbödefeld           | 1954                                         | St. Cosmas & Damian Bödefeld | |
|           | St. Blasius                         | Westfeld                  | 1956 (1878)                                  | St. Blasius Westfeld         | |
|           | St. Katharina                       | Winkhausen                | 1630                                         | St. Gertrud Oberkirchen      | |
|           | St. Peter und Paul                  | Wormbach                  | 13. Jh.                                      | St. Petrus & Paulus Wormbach | Eine der ältesten Kirchen der Region |

### Judentum
Die Synagoge in Schmallenberg wurde in der Reichspogromnacht zerstört.